# متنزه مونتوك بوينت الحكومي
متنزّه مونتوك بوينت الحكومي هو متنزّه حكومي يقع في قرية مونتوك، في الحافة الشرقية من لونغ آيلند في بلدة شرق هامبتون، مقاطعة سوفولك، نيويورك. حافة مونتوك هي أقصى الطرف الشرقي من جنوب فورك في لونغ آيلاند، وبالتالي من ولاية نيويورك أيضًا.

## تاريخ
يضم المتنزّه على منارة حافة مونتوك، الذي أذن به الكونغرس الثاني، في عهد الرئيس جورج واشنطن في عام 1792. بدأ البناء في 7 يونيو 1796 واكتمل في 5 نوفمبر 1796. تم تحصين المنارة ومعسكر البطل المجاور بشدة بمدافع ضخمة خلال الحرب العالمية الأولى والحرب العالمية الثانية. مواقع إطلاق النار ومخابئ المراقبة الخرسانية (الموجودة أيضًا بقرب متنزّه شادمور الحكومي ومتنزّه معسكر البطل الحكومي ) لا زالت مرئية.
تم الاستيلاء على أميستاد، وهي سفينة إسبانية استولى عليها العبيد في عام 1839، من قبل السفينة الأمريكية واشنطن بالقرب من حافة مونتوك. سُمح للعبيد هناك بالنزول لفترة وجيزة قبل إعادة سجنهم ونقلهم إلى لندن الجديدة، كونيتيكت لمحاكمتهم. تم الإستماع إلى قضية أميستاد أمام المحكمة العليا للولايات المتحدة، حيث ناقش جون كوينسي آدامز بنجاح بأن العبيد قد اختطفوا. بعد المحاكمة، أثارت القضية الجدل حول إبطال الاستعباد وسُمح للعبيد بالعودة إلى إفريقيا.

## وصف المتنزّه
يتميز متنزّه حافة مونتوك الحكومي بطاولات نزهة ومنح للطعام وملعب وصيد الأسماك والصيد الموسمي ومسارات للمشي لمسافات طويلة والتزلج الريفي على الثلج.
يخدم طريق S94 في سوفولك العابر أيضًا المتنزّه موسمياً ويربطه بقرية مونتوك. يقع المتنزّه في نهاية طريق ولاية نيويورك 27.

## معرض الصور

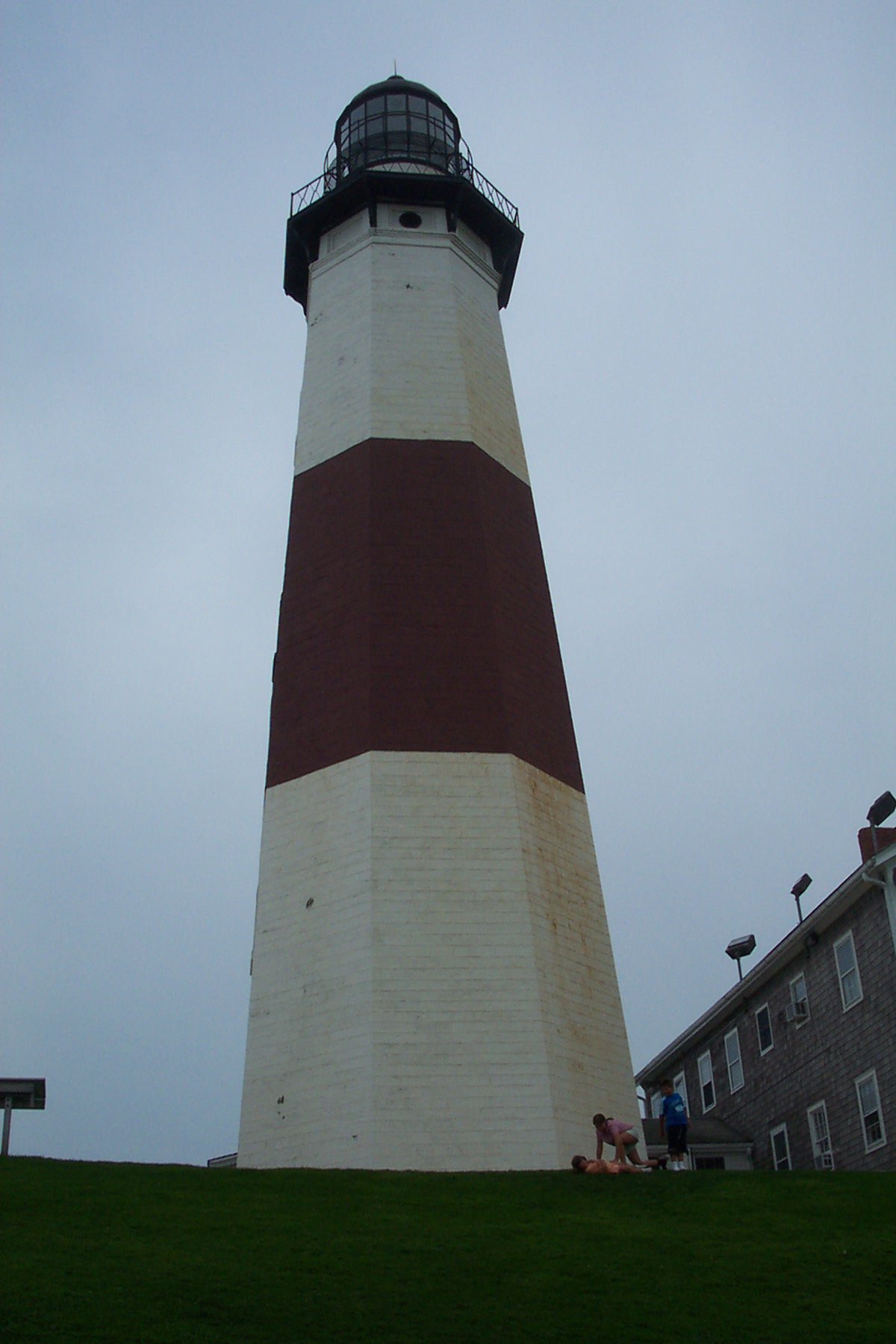
منارة حافة مونتوك  [لغات أخرى]‏
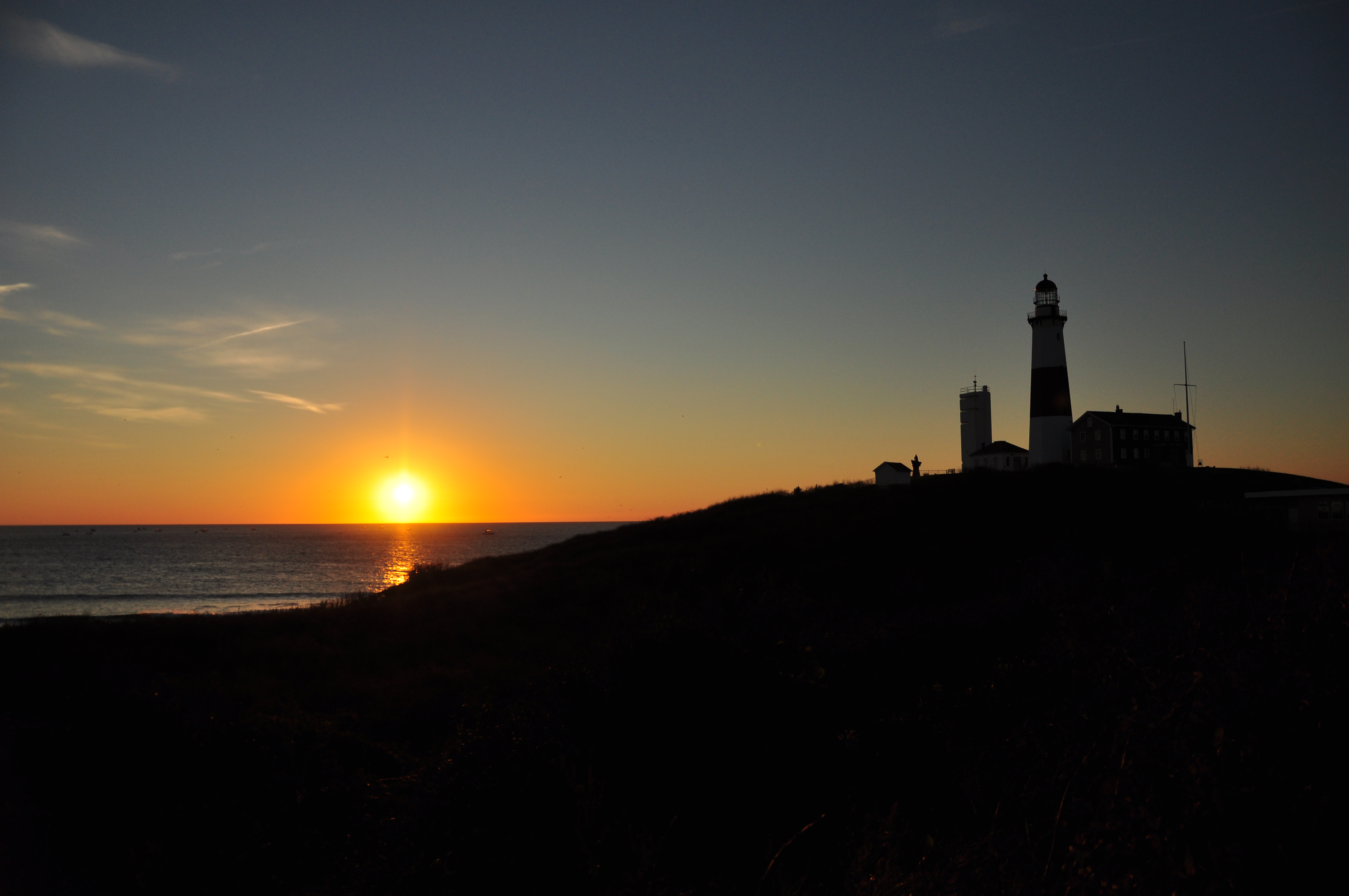
منارة مونتوك عند شروق الشمس
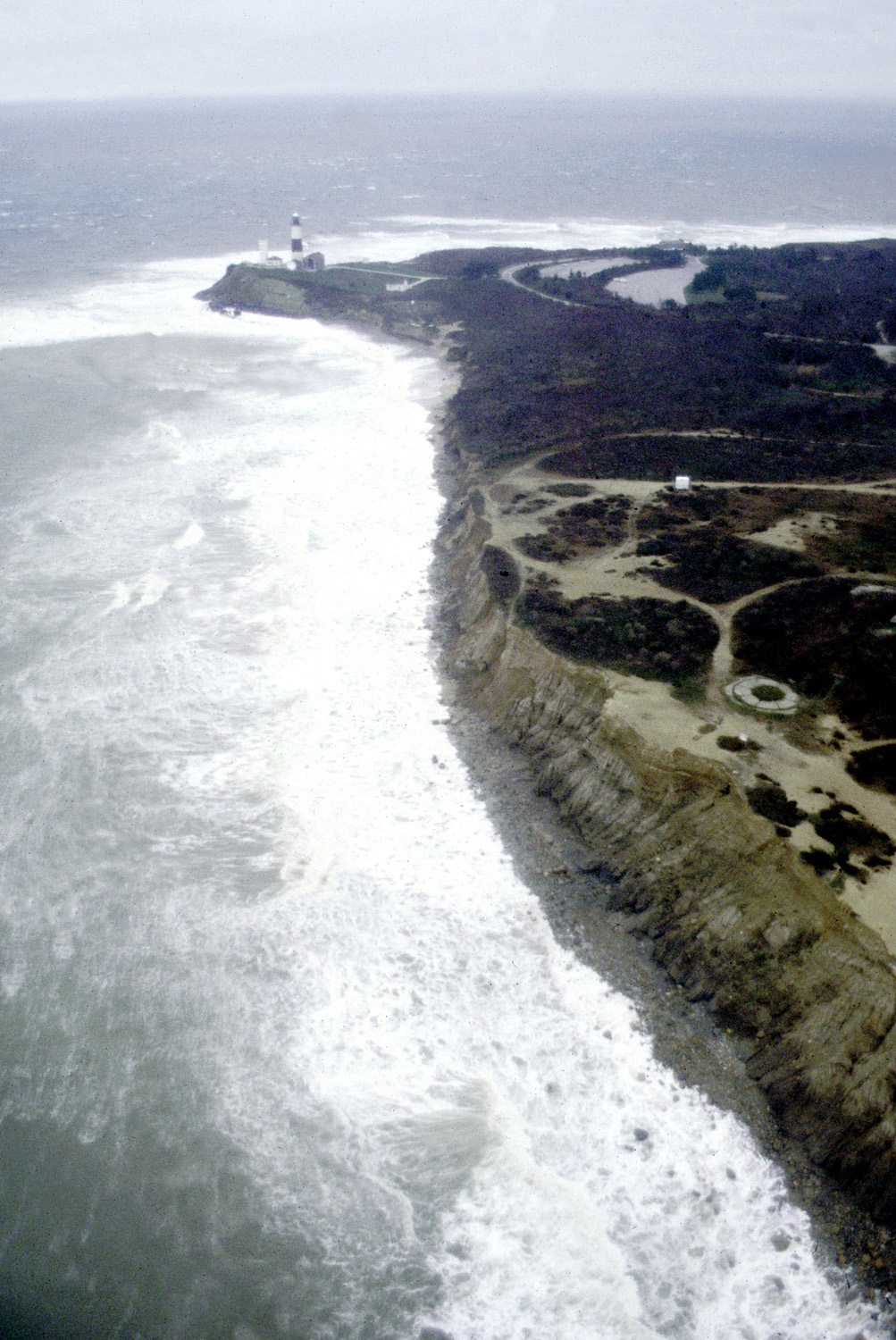
منارة حافة مونتوك في طقس عاصف
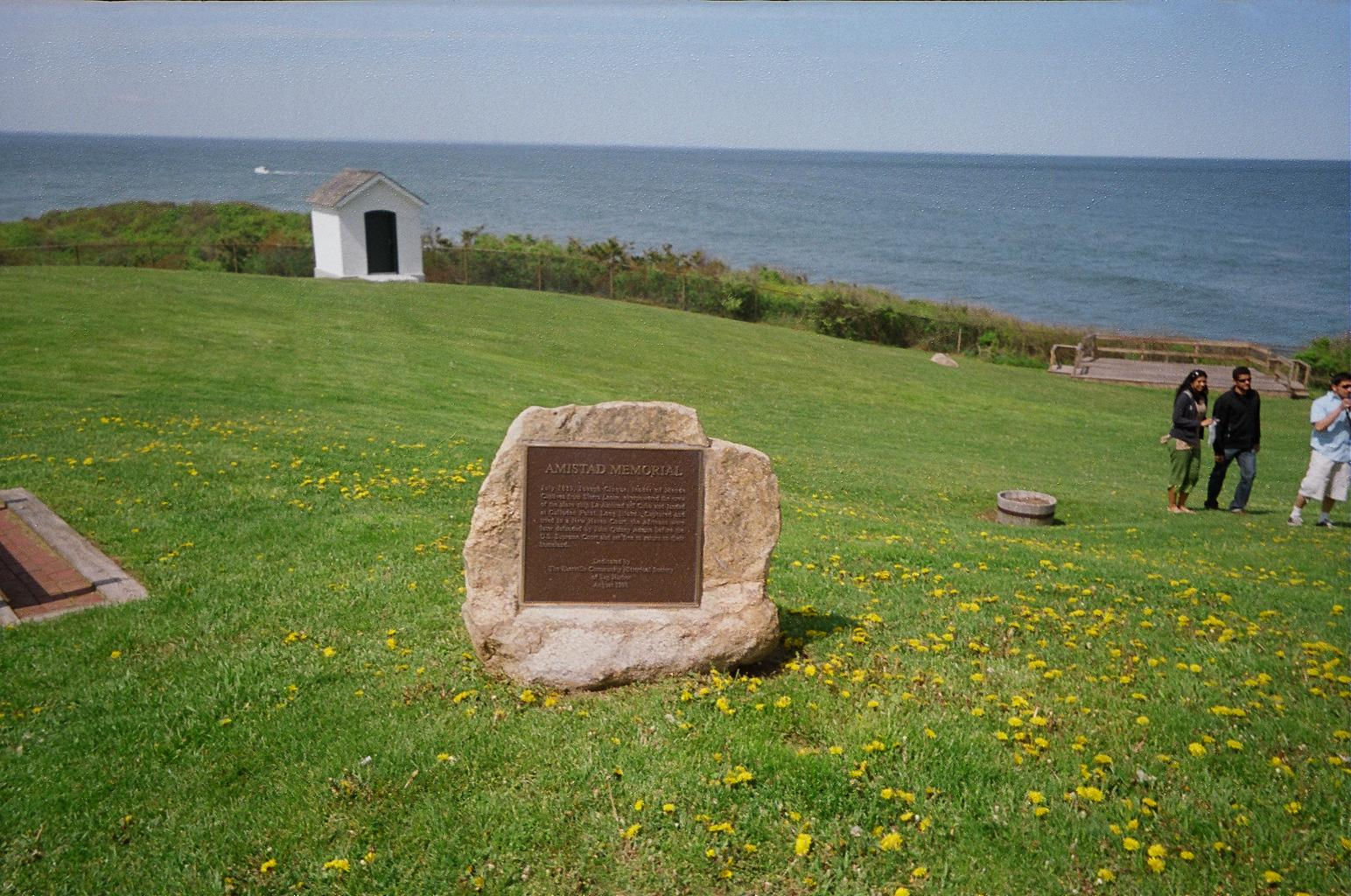
نصب أميستاد التذكاري

## روابط خارجية
- New York State Parks: Montauk Point State Park
- Montauklighthouse.com
- National Park Service List of New York Lighthouses نسخة محفوظة 15 أبريل 2014 على موقع واي باك مشين.